# ОШ „Бранко Радичевић” Бунар
ОШ „Бранко Радичевић” Бунар, насељеном месту на територији града Јагодине, носи име Бранка Радичевића, српског песника.
Поред матичне школе, у саставу школе су и издвојена одељења у: Драгоцвету, Белици, Лозовику, Међуречу, Слатини, Шантаровцу, Шуљковцу и Мишевићу.